# Manoir de la Gaudinais
Le manoir de la Gaudinais est situé à Ploërmel en France.

## Localisation
Le manoir est situé sur le territoire de la commune de Ploërmel, au lieu-dit La Gaudinais, dans le département du Morbihan en région Bretagne.

## Description
Manoir détruit, dans une ancienne cour fermée, construit au XVIIe siècle. La chapelle de la Croix-Marie était autrefois la chapelle privée de la Gaudinais. Toiture à longs pans couverte d'ardoises. 

## Historique
Ancienne seigneurie mentionnée depuis le XIIe siècle, aux Derval, devenue châtellenie en 1494.
Le manoir est inscrit à l'inventaire général du patrimoine culturel en 1986.